# Serra de la Monja
La Serra de la Monja és una serra situada entre els municipis de Castellolí i Piera a la comarca de l'Anoia, amb una elevació màxima de 706 metres.